# Големо Острени
Големо Острени или Острене (изписване до 1945 година: Голѣмо Острени, на албански: Ostreni i Madh) е село в Албания в община Булкиза (Булчица), административна област Дебър.

## География
Селото е разположено в историкогеографската област Голо бърдо.

## История

### В Османската империя
В „Етнография на вилаетите Адрианопол, Монастир и Салоника“, издадена в Константинопол в 1878 година и отразяваща статистиката на населението от 1873 година Острение (Ostrénié) е посочено като село със 163 домакинства с 315 жители помаци и 108 – българи. Според статистиката на Васил Кънчов („Македония. Етнография и статистика“) в Големо Острени живеят 30 души българи християни и 500 души българи мохамедани, като българите мохамедани (торбешите) са в процес на поалбанчване:
| „ | Жителите на селата Острени (Големо и Мало), Търново (Големо и Мало), Кленье, Летен, Джепища, Ърбеле, Обоки, Макелари и др. предпочитат да се казват арнаути и да говорят арнаутски. | “ |

На Етнографската карта на Битолския вилает на Картографския институт в София от 1901 година Големо Острени е смесено село българи, помаци, албанци и турци в Дебърската каза на Дебърския санджак със 152 къщи.
Вестник „Дебърски глас“ в 1909 година пише:
| „ | Мало и Големо Острени са завзети от помаците (потурчени българи) в тия села, и българин християнин вече не останал, освен две къщи в последното. | “ |

Според статистика на вестник „Дебърски глас“ в 1911 година в Мало и Големо Острени има 14 български екзархийски и 230 помашки къщи. Според Георги Трайчев през 1911/1912 година в Големо Острени има 2 български къщи със 10 жители.
По данни на Екзархията в края на XIX век в Големо Острене има 2 православни къщи с 10 души жители българи. По данни на секретаря на екзархията Димитър Мишев („La Macédoine et sa Population Chrétienne“) в 1905 година в Големо Острени (Golemo-Ostreni) има 16 българи екзархисти.

### В Албания
След Балканската война селото попада в Албания. 
В 1915 година, по време на Първата световна война, селото е анексирано от Царство България. Към 1 март 1916 година Гол. Острене е част от Малоостренската община на българската Дебърска околия.
В рапорт на Сребрен Поппетров, главен инспектор-организатор на църковно-училищното дело на българите в Албания, от 1930 година Големо Острени е отбелязано като село с 220 къщи, част от които православни българи, а останалите българи мохамедани.
Йован Хадживасилевич пише в 1924 година, че в Големо Острене все още има 28 православни къщи. В 1940 година Миленко Филипович пише, че към 1937 година вече няма нито една. Според него в селото има 200 „мюсюлмански сръбски къщи“. Според Филипович неотдавна последният „православен сърбин“ от Големо Острени се е заселил в Пасинки. Два от православните рода - Остренски, живеят в Скопие. В селото е имало църква „Успение Богородично“ и мюсюлманите вечерта преди Голяма Богородица приемат гости от други села.
Според Божидар Видоески в Големо Острени живеят албанци и „македонци мюсюлмани“ и „македонци православни“.
В 1973 година Аслановата къща е обявена за паметник на културата. С нея е обявена за паметник на културата и къщата на Шефкет Караибрахими, но тя по-късно е разрушена и на нейно място е построена нова сграда.
До 2015 година селото е част от община Острени.

## Личности
Родени в Големо Острени
- Елез Кочи (1856 – 1916), албански политик и революционер